# Транспорт в Чаде

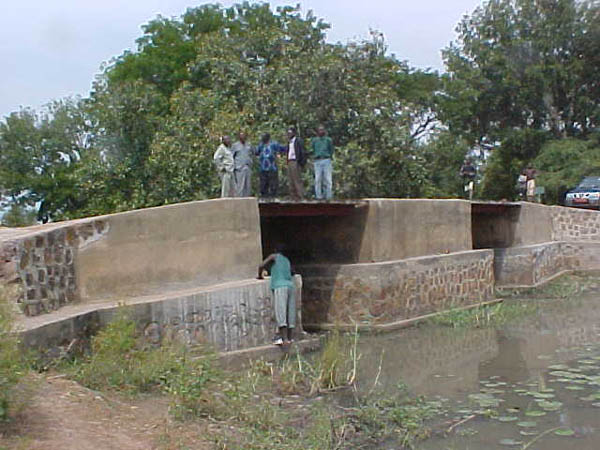
Перестройка моста на юге-западе Чада

Тра́нспорт в Чаде (фр. Transport au Tchad) — обширная и разнообразная система средств, предназначенная для перевозок пассажиров и грузов в Чаде.
Транспортная инфраструктура страны была разрушена во время нескольких гражданских войн и войны с Ливией. На севере и востоке страны практически не осталось дорожного сообщения.

## Железнодорожный транспорт
В Чаде отсутствует железнодорожное сообщение между городами.

## Автомобильные дороги
- Общий километраж дорог в Чаде: 40,000 км
- Место страны в мире: 87
- Асфальтированные дороги: 206 км (2011)[1].

## Водный транспорт
- Реки Шари и Логон судоходны только в сезон дождей.

## Авиационный транспорт

### Аэропорты с твёрдым покрытием
- Всего аэропортов: 9
- Аэродромы с длиной полосы свыше 3,047 метров: 2
- Аэродромы с длиной полосы от 2,438 до 3,047 м: 4
- Аэродромы с длиной полосы от 1,524 до 2,437 м: 2
- Аэродромы с длиной полосы до 914 м: 1 (2013 г.)[1].

Список аэропортов с асфальтированными полосами:
- Абеше
- Бол
- Файя-Ларжо
- Мао
- Мунду
- Нджамена

### Аэропорты с не асфальтированным покрытием
- Всего аэропортов: 50
- Аэродромы с длиной полосы свыше 3,047 м: 1
- Аэродромы с длиной полосы от 2,438 до 3,047 м: 2
- Аэродромы с длиной полосы от 1,524 до 2,437 м: 14
- Аэродромы с длиной полосы от 914 до 1,523 м: 22
- Аэродромы с длиной полосы до 914 м: 11 (на 2013 год)[1].

## Карты
- карта ООН
- карта атлеса УВКБ